# Cytherea lateralis
Cytherea lateralis är en tvåvingeart som först beskrevs av Camillo Rondani 1868.  Cytherea lateralis ingår i släktet Cytherea och familjen svävflugor. Inga underarter finns listade i Catalogue of Life.